# Djurskyddsmyndigheten
Djurskyddsmyndigheten var en svensk statlig myndighet som inrättades i januari 2004 och lades ner den 1 juli 2007. Myndigheten hade ansvar för den centrala tillsynen av djurskyddet, ett ansvar som vid nedläggningen övergick till Jordbruksverket. Myndigheten hade i uppdrag att göra detta på flera olika sätt. Man hade rätt att utforma bindande föreskrifter på djurskyddsområdet (DFS), och hade bland annat också till uppgift att vägleda lokala och regionala tillsynsmyndigheter i deras arbete, stödja forskning och informera allmänhet, media och andra myndigheter om djurskydd.
Förslaget om att inrätta myndigheten lades i juni 2002 av regeringen Göran Persson.
Myndigheten var belägen i Skara och ende generaldirektör var Matz Hammarström, tidigare riksdagsman och språkrör för miljöpartiet.

## Kritik
Djurskyddsmyndigheten kom under sin relativt korta existens att ådra sig omfattande kritik. En uppmärksammad episod var konflikten med det ekologiska jordbruket K C Ranch i Revingehed. Efter att jordbruket, i likhet med rancher världen över, i fyrtio år hade haft köttboskap gående ute året om ålades de av Djurskyddsmyndigheten att bygga ligghallar åt sina kor. Efter en långdragen rättsprocess förlorade Djurskyddsmyndigheten i domstol.
Kritiken ledde till att kristdemokraternas partiledare Göran Hägglund i kraftiga ordalag fördömde Djurskyddsmyndigheten och betecknade den som "en lekstuga för djurrättsaktivister".

## Nedläggning
Allians för Sverige utfärdade ett vallöfte inför riksdagsvalet i Sverige 2006 att lägga ner Djurskyddsmyndigheten i händelse av en borgerlig valseger och så skedde också.